# Museu do Porto de Belém
O Museu do Porto de Belém é um museu brasileiro inaugurado em 1985 no armazém 3 da Companhia das Docas do Pará (atual complexo da Estação das Docas), situado na rua Castilhos França no município paraense de Belém (estado brasileiro do Pará); seu acervo conta a história da navegação no estado do Pará.

## História
Em 1982, iniciou um resgate do acervo histórico da navegação no Pará, mais precisamente do porto de Belém, quando o então presidente da CDP coronel Raul da Silva Moreira lançou a ideia de se criar um museu no Porto de Belém.
Para isso foi organizada uma equipe formada por servidores e o historiador Dantas de Feitosa, que iniciaram o trabalho de procura de peças via escavações, onde muitas foram encontradas no estado de sucata no Porto e em Miramar. 
Em março de 1985, com um acervo catalogado foi inaugurado o Museu do Porto, instalado num velho galpão, próximo do Armazém 3, que foi totalmente recuperado.
Anteriormente parte do Porto de Belém, a Estação da Docas foi inaugurada como complexo turístico em 13 de maio de 2000, em uma área que anteriormente apresentava altos índices de criminalidade e prostituição, revitalizando a área e transformando-a em um ponto de lazer regional com seus 500 metros de orla. 